# Bahrainer
Bahrainer  (arabiska: بحرينيين) är vanligtvis en benämning på medborgarna och en etnisk grupp som delar sin kultur och arabiska och persisk ursprung i kungadömet Bahrain.